# Спектър (алманах)
Вижте пояснителната страница за други значения на Спектър.
„Спектър“ е алманах, издаван от издателство „Народна младеж“ от 1964 до 1986 г.
В него се поместват статии, които засягат въпроси от различни сфери на човешкия живот. Затова и подзаглавието на алманаха е „Книга за наука, техника и култура“. Отговорен редактор на изданието е Светослав Славчев. Публикуват се интервюта с известни научни работници, сведения за технически новости, исторически и природоматематически статии. Отделя се внимание и на художествената литература чрез поместване на разкази (най-често научнофантастични). След 1979 г. алманахът има променено външно оформление – вече не е с твърди, а с меки корици. Сменя се и редакционният екип.